# Municipio de Leepertown
El municipio de Leepertown (en inglés: Leepertown Township) es un municipio ubicado en el condado de Bureau en el estado estadounidense de Illinois. En el año 2010 tenía una población de 364 habitantes y una densidad poblacional de 7,62 personas por km².

## Geografía
Según la Oficina del Censo de los Estados Unidos, el municipio tiene una superficie total de 47.79 km², de la cual 40,48 km² corresponden a tierra firme y (15,28 %) 7,3 km² es agua.

## Demografía
Según el censo de 2010, había 364 personas residiendo en el municipio de Leepertown. La densidad de población era de 7,62 hab./km². De los 364 habitantes, el municipio de Leepertown estaba compuesto por el 94,51 % blancos, el 0,82 % eran afroamericanos, el 0,82 % eran amerindios, el 0,27 % eran asiáticos, el 2,75 % eran de otras razas y el 0,82 % eran de una mezcla de razas. Del total de la población el 5,77 % eran hispanos o latinos de cualquier raza.